# Comanthera cipoensis
Comanthera cipoensis är en gräsväxtart som först beskrevs av Wilhelm Willy Otto Eugen Ruhland, och fick sitt nu gällande namn av L.R.Parra och Ana Maria Giulietti. Comanthera cipoensis ingår i släktet Comanthera, och familjen Eriocaulaceae. Inga underarter finns listade i Catalogue of Life.